# Associazione Sportiva Siracusa 1952-1953
Questa voce raccoglie le informazioni riguardanti il Associazione Sportiva Siracusa nelle competizioni ufficiali della stagione 1952-1953.

## Rosa
| N. |                   | Ruolo | Calciatore         |
| -- | ----------------- | ----- | ------------------ |
|    | Italia (bandiera) | P     | Albano Luisetto    |
|    | Italia (bandiera) | P     | Giuseppe Salerno   |
|    | Italia (bandiera) | D     | Armando Fallanca   |
|    | Italia (bandiera) | D     | Giuseppe Marchetto |
|    | Italia (bandiera) | D     | Giovanni Romano    |
|    | Italia (bandiera) | C     | Francesco Berruti  |
|    | Italia (bandiera) | C     | Giovanni Bussone   |
|    | Italia (bandiera) | C     | Luigi Ganassi      |
|    | Italia (bandiera) | C     | Vincenzo Occhetta  |
|    | Italia (bandiera) | C     | Sergio Susmel      |

| N. |                   | Ruolo | Calciatore          |
| -- | ----------------- | ----- | ------------------- |
|    | Italia (bandiera) | C     | Ferruccio Tortonese |
|    | Italia (bandiera) | A     | Luciano Cavaleri    |
|    | Italia (bandiera) | A     | Italo Corradino     |
|    | Italia (bandiera) | A     | Plinio Petrozzi     |
|    | Italia (bandiera) | C     | Giuseppe Polo       |
|    | Italia (bandiera) | A     | Dario Rizzoni       |
|    | Italia (bandiera) | A     | Egizio Rubino       |
|    | Italia (bandiera) |       | Rino Da Ros         |
|    | Italia (bandiera) |       | Salvatore Rubino II |
|    | Italia (bandiera) |       | Ermenegildo Sanson  |

## Risultati

### Serie B

#### Girone di andata
| 14 settembre 1952 1ª giornata | Padova | 3 – 0 | Siracusa |  |

| 21 settembre 1952 2ª giornata | Cagliari | 0 – 0 | Siracusa |  |

| 7 dicembre 1997 3ª giornata | Siracusa | 1 – 1 | Marzotto Valdagno |  |

| 5 ottobre 1952 4ª giornata | Siracusa | 1 – 1 | Fanfulla |  |

| 7 gennaio 1968 5ª giornata | Brescia | 1 – 1 | Siracusa |  |

| 19 ottobre 1952 6ª giornata | Modena | 1 – 0 | Siracusa |  |

| 14 settembre 1947 7ª giornata | Siracusa | 2 – 0 | Treviso |  |

| 21 ottobre 1962 8ª giornata | Siracusa | 0 – 0 | Messina |  |

| 16 novembre 1952 9ª giornata | Lucchese | 1 – 0 | Siracusa |  |

| 23 novembre 1952 10ª giornata | Siracusa | 2 – 1 | Monza |  |

| 30 novembre 1952 11ª giornata | Siracusa | 2 – 1 | Verona |  |

| 7 dicembre 1952 12ª giornata | Salernitana | 1 – 1 | Siracusa |  |

| 14 dicembre 1952 13ª giornata | Catania | 1 – 0 | Siracusa |  |

| 21 dicembre 1952 14ª giornata | Siracusa | 2 – 0 | Vicenza |  |

| 7 gennaio 1996 15ª giornata | Legnano | 1 – 1 | Siracusa |  |

| 11 gennaio 1953 16ª giornata | Genoa | 1 – 0 | Siracusa |  |

| 18 gennaio 1953 17ª giornata | Piombino | 1 – 0 | Siracusa |  |

#### Girone di ritorno
| 25 gennaio 1953 18ª giornata | Siracusa | 0 – 1 | Padova |  |

| 1º febbraio 1953 19ª giornata | Siracusa | 0 – 1 | Cagliari |  |

| 8 febbraio 1953 20ª giornata | Marzotto Valdagno | 2 – 0 | Siracusa |  |

| 15 febbraio 1953 21ª giornata | Fanfulla | 6 – 0 | Siracusa |  |

| 22 febbraio 1953 22ª giornata | Siracusa | 1 – 1 | Brescia |  |

| 1º marzo 1953 23ª giornata | Siracusa | 2 – 0 | Modena |  |

| 8 marzo 1953 24ª giornata | Treviso | 0 – 0 | Siracusa |  |

| 15 marzo 1953 25ª giornata | Messina | 2 – 1 | Siracusa |  |

| 22 marzo 1953 26ª giornata | Siracusa | 1 – 0 | Lucchese |  |

| 29 marzo 1953 27ª giornata | Monza | 3 – 1 | Siracusa |  |

| 5 aprile 1953 28ª giornata | Verona | 4 – 1 | Siracusa |  |

| 12 aprile 1953 29ª giornata | Siracusa | 4 – 0 | Salernitana |  |

| 19 aprile 1953 30ª giornata | Siracusa | 1 – 2 | Catania |  |

| 3 maggio 1953 31ª giornata | Vicenza | 1 – 1 | Siracusa |  |

| 10 maggio 1953 32ª giornata | Siracusa | 3 – 0 | Legnano |  |

| 24 maggio 1953 33ª giornata | Siracusa | 1 – 1 | Genoa |  |

| 31 maggio 1953 34ª giornata | Siracusa | 0 – 0 | Piombino |  |

## Statistiche

### Statistiche dei giocatori
| Giocatore    | Serie B  | Serie B |
| Giocatore    | Presenze | Reti    |
| ------------ | -------- | ------- |
| F. Berruti   | 30       | 2       |
| G. Bussone   | 32       | 0       |
| L. Cavaleri  | 31       | 10      |
| I. Corradino | 24       | 6       |
| R. Da Ros    | 4        | 0       |
| A. Fallanca  | 30       | 0       |
| L. Ganassi   | 7        | 0       |
| A. Luisetto  | 5        | -?      |
| G. Marchetto | 30       | 0       |
| V. Occhetta  | 33       | 4       |
| P. Petrozzi  | 15       | 3       |
| G. Polo      | 17       | 5       |
| D. Rizzoni   | 2        | 0       |
| G. Romano    | 21       | 0       |
| E. Rubino    | 12       | 0       |
| S. Rubino    | 3        | 0       |
| G. Salerno   | 29       | -?      |
| E. Sanson    | 8        | 0       |
| S. Susmel    | 29       | 0       |
| F. Tortonese | 12       | 0       |